# Rakhilim
Rakhilim è il terzo album di Dvar, pubblicato nel 2004.

## Il disco
Rispetto ai lavori precedenti, questa volta Dvar inserisce richiami neoclassici e sinfonici che rendono le atmosfere meno tetre e fredde e più sognanti ed evocative.
Il parziale abbandono dei suoni più prettamente dark, segna l'inizio di una ricerca musicale che porterà il duo russo ad essere molto distante dai suoni degli esordi.
Anche in questo lavoro, come in quasi tutti gli altri, non vi è inserita alcuna nota sul booklet, ma compare solamente la scritta: "All music & text inspired by DVAR", leggermente diversa dai dischi precedenti e senza datazione.

## Tracce
1. Rakhilim – 2:41
2. Jeroh – 4:14
3. Jeroh 2 – 0:52
4. Yar yar – 2:09
5. Ir rakhilim – 1:07
6. Leriil – 2:38
7. Naakhiil – 2:38
8. Ya raii ta hirrih – 3:54
9. Hanaar – 1:37
10. Nadrah – 1:58
11. Schekhirail – 1:27
12. Yalaraa t'kiin – 2:10
13. Tavirim – 2:35
14. Amaas takhi – 2:32
15. Kamharim – 1:05
16. Schraii – 0:35
17. Vo rakhilim – 1:05
18. Arraheem – 2:25
19. Jeroh 3 – 1:47
20. Nehadaim – 3:27